# Jean Le Meunier
Jean Le Meunier (mort à Meaux le 22 juin 1458)   est un ecclésiastique qui fut abbé de Saint-Maur des Fossés et évêque de Meaux de 1447 à 1458.

## Biographie
Après la mort de l'évêque Pierre de Versailles le 11 novembre 1446 le chapitre de chanoines de la cathédrale de Meaux se divise sur le choix de son successeur lors d'une double élection qui oppose Jean Aguenin, doyen du chapitre et conseiller au Parlement de Paris et Jean Le Meunier abbé de l'abbaye de Saint-Maur depuis 1437, Un procès s'ensuit et l'archevêque de Sens désigné comme arbitre casse les deux élections. Jean Le Meunier fait appel au pape Nicolas V qui sur recommandation du roi Charles VII de France le confirme comme évêque le 9 mai 1447. Jean Le Meunier meurt à Meaux le 22 juin 1458 et  est inhumé dans la cathédrale.